# Stipe Miocic
Stipe Miocic (kroatisk: Stipe Miočić) (født 19. august 1982 i Euclid i Ohio i USA) er en amerikansk MMA-udøver af kroatisk afstamning, som siden 2011 har konkurreret i organisationen Ultimate Fighting Championship hvor han mellem maj 2016 og juli 2018 var mester i sværvægt indtil han tabte titlen til amerikanske, Daniel Cormier.

Tog titlen igen 17. august 2019 UFC 241 - Cormier vs. Miocic 2, ved at besejre Daniel Cormier i en rematch. Vandt ved TKO i 4. runde.

Forsvarede titlen i den 3. kamp mod Daniel Cormier ved UFC 252 15. august 2020, som han vandt på point og samtidig blev indehaver af æren af at være den sværvægter i UFC, der har forsvaret titlen flest gange (4).

Tabte atter titlen ved UFC 260 27. marts 2021, hvor han blev knockoutet i 2. runde af Francis Ngannou.

Får chancen for at vinde titlen tilbage ved UFC 295, hvor han står til at møde Jon "Bones" Jones, som efter planen skal foregå i Madison Square Garden lørdag d. 11. november 2023.